# Забор (Свердловская область)
Забор — деревня в Тавдинском городском округе Свердловской области России.

## Географическое положение
Деревня Забор муниципального образования «Тавдинском городском округе» Свердловской области расположена в 31 километрах (по автотрассе в 42 километрах) к юго-востоку от города Тавда, на правом берегу реки Тавда. В окрестностях деревни проходит автотрасса Тавда—Тюмень.

## Население
| 2002 | 2010 | 2021 |
| ---- | ---- | ---- |
| 91   | ↘49  | ↘23  |